# Polyxenus albus
Polyxenus albus är en mångfotingart som beskrevs av Pocock 1894. Polyxenus albus ingår i släktet Polyxenus och familjen penseldubbelfotingar. Inga underarter finns listade i Catalogue of Life.